# Superpozycja fal

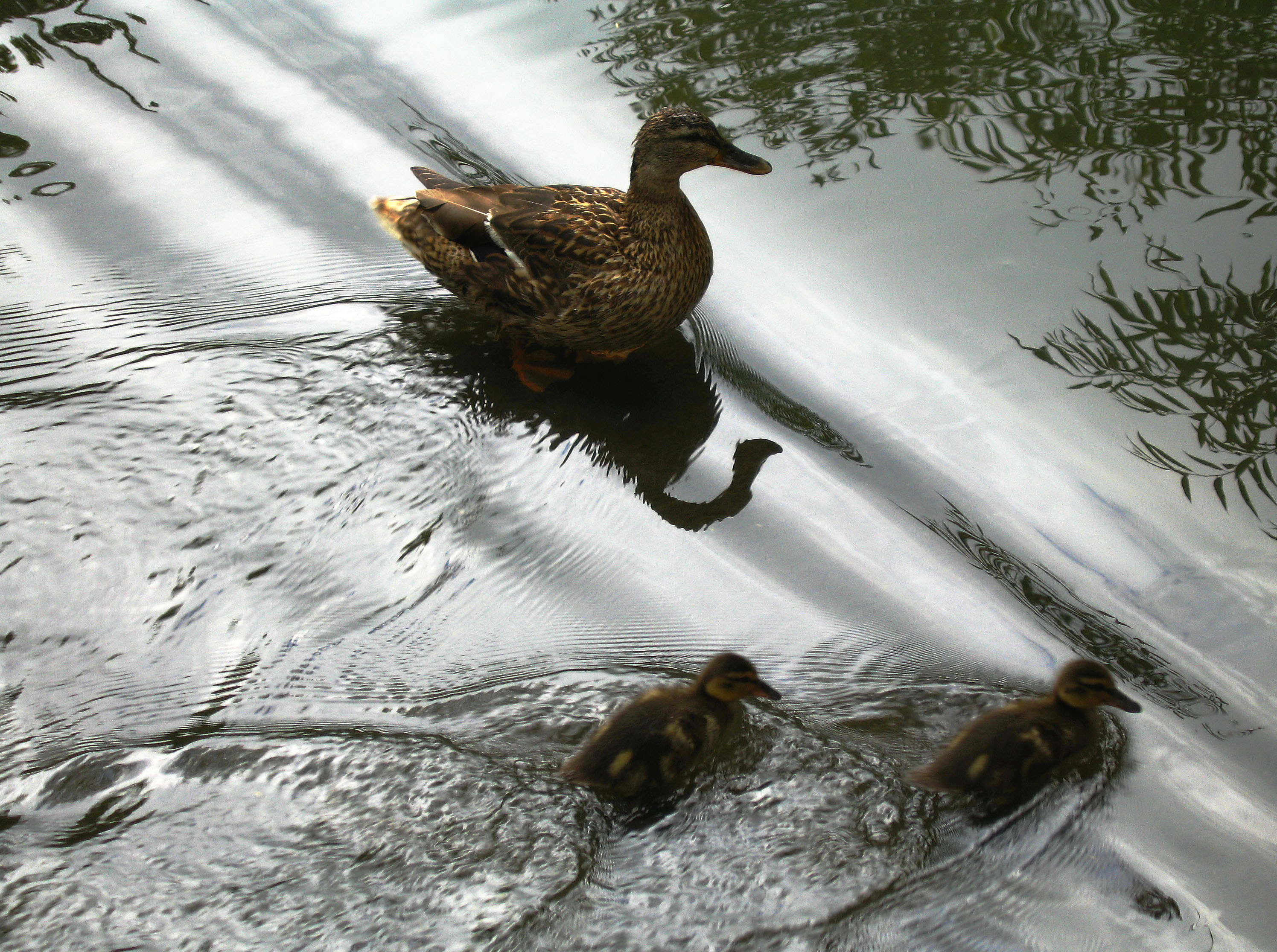
Superpozycja fal na wodzie; fali płaskiej i fal wytworzonych przez kaczki.

Superpozycja fal – sumowanie się kilku niezależnych ruchów falowych. 
Dla małych amplitud fal (małych natężeń fali) prawdziwa jest zasada superpozycji mówiąca, że fala wypadkowa, będąca wynikiem jednoczesnego nałożenia się kilku ruchów falowych, jest sumą fal składowych.
Prawo to nie zachodzi w ośrodkach nieliniowych znacznych natężeń fal. Wówczas fala wypadkowa nie jest zwykle sumą fal składowych i nie można mówić o superpozycji fal, choć nadal następuje ich nakładanie się.